# 엄지혜
엄지혜는 예스24에서 발행하는 월간 채널예스 편집장이며, 팟캐스트 《책읽아웃》의 공동 진행자, 기획자이다. 방송명은 '프랑소와 엄' 또는 '프엄‘ 현재 ‘오은의 옹기종기 - 어떤,책임’ 코너에 출연 중이며, 좋은 그림책을 고르는 뛰어난 안목이 있다. 저서로는 《태도의 말들》(2019. 유유출판사), <돌봄과 작업>(2022. 돌고래) <까다롭게 좋아하는 사람>(2024. 마음산책) 등이 있다.

## 저서
- 《태도의 말들 (사소한 것이 언제나 더 중요하다)》 (유유) 2019년 2월 ISBN 979-11896830-3-0

- 《까다롭게 좋아하는 사람》 (마음산책) 2024년 1월